# Gaspard G
Pour les articles homonymes, voir Gaspard et Guermonprez.
Gaspard Guermonprez, dit Gaspard G, né le 12 décembre 1997 à Lille, est un vidéaste et producteur franco-canadien.
Il se fait connaître grâce à ses vidéos sur YouTube sur l'actualité et la politique. Sa chaîne YouTube compte plus d'un million d'abonnés.
De décembre 2024 à janvier 2025, il livre une chronique quotidienne sur l'actualité internationale dans la matinale de France Inter.
En 2024, il figure dans le classement Forbes 30 Under 30 France.

## Biographie

### Origines et études
Gaspard Guermonprez naît à Lille, dans le Nord de la France. Son père est employé dans l'aluminium, sa mère est employée dans l'immobilier. Il est victime de harcèlement pendant 4 ans. Il témoigne et dénonce dans une tribune dans La Voix du Nord, en octobre 2016, l’immobilisme de son ancien collège. En 2014, à 16 ans, il est déscolarisé et part à San Francisco aux États-Unis dans une famille d'accueil.
En 2015, sa famille quitte la France pour vivre au Canada.
En 2016, il intègre HEC Montréal, dont il sort diplômé en 2021.

### Carrière
Gaspard G commence à poster ses premières vidéos sur YouTube à l’âge de 10 ans.
Le 8 novembre 2017, il poste une vidéo sur Facebook défendant la suppression des filières du lycée général. Créant un buzz médiatique, la vidéo affiche 10 millions de vues au compteur en une semaine,. En février 2018, le ministre de l'Éducation nationale Jean-Michel Blanquer le rencontre afin d'échanger sur le projet de réforme,.
En janvier 2021, il publie une vidéo sur Instagram dans laquelle il critique l'attitude du gouvernement français vis-à-vis des étudiants dans le contexte de la pandémie de Covid-19,. En réponse à cette vidéo, le premier ministre Jean Castex s'entretient avec lui au téléphone.
Le 16 septembre 2021, Gaspard G devient chroniqueur de l'émission politique Backseat, aux côtés de Jean Massiet, Usul et Léa Chamboncel. Le 17 décembre 2021, il annonce sur Twitter qu'il quitte l'émission.
En 2021, en parallèle de sa société de production éditoriale qui lui permet de produire ses vidéos, il fonde l'agence Intello avec le soutien de Xavier Niel, qui en devient actionnaire. Intello met en relation les créateurs de savoir et d'impact avec des marques pour financer leur contenu. Parmi les 20 créateurs représentés par l'agence, on trouve César-Culture G, premier créateur français de culture générale sur TikTok, Mathilde Fouqué, connue pour ses fiches de révision ou Claire Chazal, dont il devient le producteur.
En 2024, Intello réalise un chiffre d'affaires de 2 millions d'euros.
En janvier 2022, il lance un système d'aide au vote : l'application Elyze, créée avec François Mari et Grégoire Cazcarra . Visant à faire découvrir aux jeunes les candidats à l'élection présidentielle française de 2022, elle devient l'application la plus téléchargée en France en 2022 avec 3,5 millions de téléchargements. La même année, Gaspard G est le benjamin du classement des « 15 Spin doctors » du magazine Stratégies.
Entre 2023 et 2024, il réalise plusieurs documentaires de terrain : en Ukraine sur le conflit russo-ukrainien, aux Antilles sur le scandale de la Chlordécone et en Nouvelle-Calédonie où il réalise une interview exclusive du Président de la République Emmanuel Macron.
Le 27 mars 2024, en vue des élections européennes, il participe aux cotés de Franceinfo et du journal Le Parisien à l'organisation d'un débat entre les représentants des principales listes, entièrement consacré à la question environnementale. Il co-présente ce dernier, avec Lucie Chaumette.
En mai 2024, il invite toutes les têtes de listes aux élections européennes créditées à plus de 5 % dans les sondages à participer à un format dédié sur YouTube.
En 2024, il est nommé Secrétaire Général de l'UMICC, l’Union des Métiers de l'Influence et des Créateurs de Contenu .
En décembre 2024, France Inter lui confie, à 6h45, au sein de la tranche matinale, une chronique sur l'actualité internationale intitulée « Le monde selon Gaspard G » . En février 2025, il déclare dans la vidéo Youtube « Le Cliq d'Alix » ne plus assurer cette dernière.

## Distinctions
| Année | Organisateur(s)           | Catégorie | Résultat |
| ----- | ------------------------- | --------- | -------- |
| 2024  | Forbes 30 Under 30 France | Média     | Lauréat  |